# Virginia (Minnesota)
Virginia és una població dels Estats Units a l'estat de Minnesota. Segons el cens del 2000 tenia 9.157 habitants.

## Demografia
Segons el cens del 2000, Virginia tenia 9.157 habitants, 4.333 habitatges, i 2.270 famílies. La densitat de població era de 187,7 habitants per km².
Dels 4.333 habitatges en un 22,5% hi vivien nens de menys de 18 anys, en un 38,4% hi vivien parelles casades, en un 10,7% dones solteres, i en un 47,6% no eren unitats familiars. En el 42,6% dels habitatges hi vivien persones soles el 19,6% de les quals corresponia a persones de 65 anys o més que vivien soles. El nombre mitjà de persones vivint en cada habitatge era de 2 i el nombre mitjà de persones que vivien en cada família era de 2,73.
Per edats la població es repartia de la següent manera: un 19% tenia menys de 18 anys, un 9,4% entre 18 i 24, un 25% entre 25 i 44, un 23,3% de 45 a 60 i un 23,2% 65 anys o més.
L'edat mediana era de 43 anys. Per cada 100 dones de 18 o més anys hi havia 85,9 homes.
La renda mediana per habitatge era de 28.873 $ i la renda mediana per família de 43.419 $. Els homes tenien una renda mediana de 38.834 $ mentre que les dones 22.473 $. La renda per capita de la població era de 17.776 $. Entorn del 10,6% de les famílies i el 15,9% de la població estaven per davall del llindar de pobresa.

## Poblacions més properes
El següent diagrama mostra les poblacions més properes.